# Francesco Feo
Francesco Feo (ur. 1691 w Neapolu, zm. 18 lub 28 stycznia 1761 tamże) – włoski kompozytor.

## Życiorys
W latach 1704–1712 uczył się śpiewu i kompozycji w Conservatorio di Santa Maria della Pietà u Domenico Gizziego, Nicoli Fago i Andrei Basso, przypuszczalnie uczył się też kontrapunktu w Rzymie u Giuseppe Ottavio Pitoniego. W latach 1723–1739 był wykładowcą i kapelmistrzem w Conservatorio di S. Onofrio a Capuana w Neapolu, a od 1739 do 1743 roku w Conservatorio dei Poveri di Gesù Cristo. W latach 1726–1745 pełnił funkcję kapelmistrza neapolitańskiego kościoła SS. Annunziata. Jego uczniem był Niccolò Jommelli.

## Twórczość
Należał do czołowych twórców szkoły neapolitańskiej. Pisał opery seria, do których wprowadzał intermedia o charakterze komediowym. W jego operach na pierwszy plan wysuwają się wirtuozowskie arie, w partiach zespołowych i chóralnych stosował prostą fakturę homofoniczną.
Skomponował m.in. opery L’amor tirannico, ossia Zenobia (wyst. Neapol 1713), La forza della virtù (wyst. Neapol 1719), Teuzzone (wyst. Neapol 1720), Siface, re di Numidia (wyst. Neapol 1720), Ipermestra (wyst. Rzym 1728), Arianna (wyst. Turyn 1728), Tamase (wyst. Neapol 1729), Andromaca (wyst. Rzym 1730); L’Issipile (wyst. Turyn 1733?), Arsace (wyst. Turyn 1740), intermezza Morano e Rosina (wyst. Neapol 1723), Don Chisciotte della Mancia (wyst. Rzym 1726), Coriando lo speciale (wyst. Rzym 1726), II vedovo (wyst. Neapol 1729), serenaty Oreste (wyst. Madryt 1738), Polinice (wyst. Madryt 1738), ponadto motety, kantaty, msze i części mszalne, Passio secundum Joannem (1744).